# 劇団ひとり
劇団ひとり（げきだんひとり、本名：川島 省吾〈かわしま しょうご〉、1977年〈昭和52年〉2月2日 - ）は、日本のお笑いタレント、司会者、俳優、声優、作家、映画監督。
千葉県千葉市花見川区出身。太田プロダクション所属。妻はタレントの大沢あかね。

## 人物
千葉県立京葉工業高等学校機械科に入学するが1年弱で中退後、千葉県立船橋高等学校定時制普通科卒業。高校1年生の1993年に『天才・たけしの元気が出るテレビ!!』（日本テレビ）内のコーナー「お笑い甲子園」に、「バーテックス」というコンビを組んで出場。1996年、太田プロダクションに所属しデビュー。事務所の同期には有吉弘行がいる。太田プロに入ってからは、一時代子役として活躍した経歴のある劇団日本児童出身の秋永和彦とお笑いコンビ「スープレックス」を組んで活動するが、2000年5月に解散。
2000年にピン芸人「劇団ひとり」になってからはテレビのバラエティ番組に出演するほか、小説家デビューするなどマルチタレントとして活動。
2008年10月から『学べる!!ニュースショー!』（テレビ朝日）のMCを務めるが、1年で終了。特番で復活してからは『そうだったのか!池上彰の学べるニュース』（テレビ朝日）にリニューアルされたため、「池上彰に自分の番組を乗っ取られた」と自虐ネタにしている。
以降は地上波ゴールデンのテレビ番組では他の出演者を盛り上げるお笑い風を演じているが、『ゴッドタン』（テレビ東京）の佐久間宣行プロデューサーは、変態的な芸とお茶の間タレントを両方できると評価している。

### 芸名・呼称
コンビが解散してピン芸人になった際に、ネット上で芸名を公募し「カツカレー」という芸名を選んだが、事務所から「これでは未来が見えない」と却下された。続いて「波打際立夫（なみうちぎわたちお）」という芸名を選ぶも同じ理由で却下。安田和博（デンジャラス）に相談したところ「好きな俳優とかいる?」と聞かれ、ロバート・デ・ニーロが好きと答えると「炉端出二郎（ろばたでにろう）」と付けられた。これも却下され、最終的には自分で「劇団ひとり」という芸名に決めた。
「劇団」もしくは「ひとり」のどちらかで呼ばれることが多いが、タモリからは「ゲゲゾッゾ」（ただしこの呼び方はネタ）、くりぃむしちゅーや後輩のスピードワゴンからは本名の「川島」「川島さん」、『ゴッドタン』で共演する矢作兼（おぎやはぎ）からは「劇ピン」「ピンちゃん」と呼ばれることがある。
『SMAP×SMAP』（フジテレビ）では「『省吾』って呼ばれたい」、『森田一義アワー 笑っていいとも!』（フジテレビ）では「『劇ピー』って呼んでください」と発言（山下智久の愛称である山Pに由来）。妻の大沢あかねからは「しょごタン」と呼ばれているとの事。
『午前0時の森』（日本テレビ）で共にMCを務める村上信五（関ジャニ∞）からは、本名の「省吾」「省吾さん」と呼ばれている。これは、番組初回放送にて、互いの呼び方をそれぞれの本名の下の名前で呼び合う事に決めた為であり、自身は村上の事を「信五」と呼んでいる。

### 趣味・嗜好
- GOING UNDER GROUNDのメンバーと親交がありシングル「いっしょに帰ろう」のPVに出演している[11]。
- 日課は盆栽に水をやること、日能研の中学受験用ドリルを解くこと。中学受験に失敗した過去から、いつか落ちた中学の合格ライン以上の点数を取りたいと考えている。
- ルービックキューブが得意で、6面を42秒で合わせることが出来る。2006年7月30日に行われた「ルービックキューブ東京大会2006」に参加したものの133人中68位と予選落ちし、「今日でルービックキューブを置きます」と引退宣言を行った。
- 滝川クリステルのファンだと公言している[12]。
- ピザが好物でテレビ出演時に、最後の晩餐に何を食べたいかと問われドミノピザが食べたいと返答したためドミノピザが打診し、広告に出演することに繋がった[13]。
- 女性アイドルグループ・KARAのファン。2009年12月7日放送の『嵐の宿題くん』（日本テレビ）のゲスト出演など様々なテレビ番組で大ファンと語っている[14]。『嵐の宿題くん』の放送内で、KARAからビデオメッセージが寄せられ感激していた。2010年2月7日に赤坂BLITZにおいて行われたKARAの日本初ライブには、休暇を取って見に行った。客席内から韓国メディアの取材にも応じていた。
- 学生時代はダウンタウンの大ファンであり、松本人志（ダウンタウン）を意識した髪型にしていた[15]。
- キャンピングカーを愛車としている[16][17][18]。
- ハライチのラジオ番組『ハライチのターン!』（TBSラジオ）のリスナー。岩井、澤部らとテレビ番組で共演した際リスナーでないと分からない話題を出すことが多い。
- その一方でスポーツにあまり関心がなく、現在の妻の大沢あかねの祖父である元北海道日本ハムファイターズの大沢啓二が、どういうような監督だったか知らない程。また、Amazonプライムで公開された『有田と週刊プロレスと』の2ndシーズンの第1回目のゲストとして呼ばれたが、プロレスの知識も初心者だと語る。[19]
- 鬍鬚張魯肉飯の大ファン。

### 親族
両親は日本航空勤務（父は国際線パイロット、母は元客室乗務員）で職場結婚。兄と妹がいる。母はミス札幌選出歴があり、マナー教室を主宰。両親の仕事の関係で小学2年生から5年生までアメリカ合衆国アラスカ州アンカレッジに住んでいた。当時、フィギュアスケート選手の村主章枝が近所に住んでおり、交流があった。
大叔父である川島三郎は高知新聞で漫画を連載する傍ら、発明家でカセットテープ再生機のオートリバースの機能を発明した。その息子は銅像作家の濱田浩造。妻の大沢あかねとの間に一男二女あり。義祖父（大沢あかねの祖父）は野球評論家の大沢啓二。曽祖父は昭和初期に高知市長を務めた川島正件。土佐藩士中岡慎太郎の異母姉、縫と結婚した安芸郡岩佐番士頭・川島総次は先祖にあたる。

### その他
- KEN-JIN BANDとして（当時猿岩石で活動していた有吉弘行、RCC横山雄二アナとともに）CD『ロケット/働クオトコノウタ』発売（2004.4.29）。C/Wの「働クオトコノウタ」は、音楽プロデューサーの山本淑稀と共作ながら作曲を担当。HMV広島J-POPシングル6週連続1位を獲得した。
- 2004年にDVD『都会のナポレオン』を発売。企画・構成・演出を手掛け、キャラクターの日常生活をドキュメンタリー番組タッチで紹介。
- 2006年、第4回単独ライブにて第2弾DVDの発売を発表。
- 2009年3月11日に発売されたCHEMISTRYのアルバム『the CHEMISTRY joint album』に収録される曲「キミマツボク」で作詞家デビュー。
- 東京事変のPV『恋は幻 FOR MUSICIAN』（DVD「ADULT VIDEO」に収録）に出演。
- 「週刊文春」8月31日号よりコラム『そのノブは心の扉』の連載を開始。
- 映画『陰日向に咲く』の主題歌でケツメイシのシングル「出会いのかけら」のPVに出演。
- GOING UNDER GROUNDのシングル「いっしょに帰ろう」のPVに出演。
- 2011年12月28日放送の『笑っていいとも！ 年忘れ特大号2011』で秋元才加と行った芸が、ブータン国王夫妻を揶揄するものであり[24]、日本ではSNS上で炎上した[25]。国際問題に発展するおそれを指摘する発言もあった[24]。
- 2014年5月24日、映画監督デビュー作の『青天の霹靂』が公開。
- 2016年公開の劇場アニメ『クレヨンしんちゃん 爆睡!ユメミーワールド大突撃』にて、監督の髙橋渉と共同で脚本を担当[26]。アニメの脚本を担当するのは自身初で、映画シリーズにおいてもお笑いタレントが脚本を務めるのは史上初。
- 2021年7月23日、東京オリンピック 開会式において、国立競技場の中にある「東京オリンピックコントロールセンター」で、落書きや照明のいたずらをする人物として映像出演した[27]。同年12月31日、第72回NHK紅白歌合戦の松平健「マツケンサンバII」導入部分においても同様のシチュエーションで出演した[28]。

## 芸風
芸名にも表れている通り、様々なキャラクターを演じ分ける一人芝居風のコントを行う。『憑依芸人』とも呼ばれる。川島省吾を「座長」として川島演じる数々のキャラクターを「団員」と呼ぶ。誇張の少ない妙に生々しい演技が特徴で演じるキャラクターはマニアックな人物が多い。最近は演技力に注目され、俳優としてのイメージが強いせいかネタを披露することが激減したが『やぐちひとり』では山岡春樹姿で出続けた。2020年東京オリンピックの開会式（2021年7月23日）においても芸風を活かしたコント風の映像で登場している。
泣き芸が得意で、事務所の先輩で同じく泣き芸を持つ上島竜兵（ダチョウ俱楽部）からは「泣き芸をやめてくれ」と言われていた。泣き芸によって数多くのバラエティ番組に呼ばれたが、1日に複数回泣かなければいけないことも多くなり、メンタームのリップクリームを直接目に塗るという仕込みが必要になった。しかし、常には携帯していないので、長時間ロケの場合は泣けないこともある。その後、リップクリームの塗りすぎで目の調子が悪くなり医師からドクターストップがかかったため泣き芸は封印された。

## 作品

### 作詞
- 鳥よ空へ（2023年度、NHK全国学校音楽コンクール第90回 高等学校の部）[30]

### 小説
- 陰日向に咲く（2006年1月、幻冬舎/2008年8月、幻冬舎文庫）[1]
- 青天の霹靂（2010年8月、幻冬舎/2013年8月、幻冬舎文庫）
- 幸福論と。（2012年5月、主婦の友社） - アランの『幸福論』の翻案。写真：飯田かずな
- 浅草ルンタッタ（2022年8月、幻冬舎）

### エッセイ
- そのノブは心の扉（2008年3月、文藝春秋/2010年6月、文春文庫）
- 劇団ひとり カプチーノを飲みながら（2010年12月、太田出版）
- そのノブはひとりの扉（2012年10月、文藝春秋）

### 絵本
- ♪ピンポンパンポンプー（2020年11月、マガジンハウス） - キャラクターデザイン
- パリン グリン ドーン（2022年6月、マガジンハウス） - キャラクターデザイン
- Wピース なさいくん（2024年4月、マガジンハウス） - キャラクターデザイン
- Wピース のんちゃんびりーくん（2024年4月、マガジンハウス） - キャラクターデザイン

### 漫画
- ようこそ!パラダイス劇場へ（2022年12月～2023年7月、まんが王国）『THE TOKIWA』（日本テレビ×まんが王国）の企画[31] - 原作

### 映画
- 陰日向に咲く（2008年1月26日公開、東宝） - 原作
- 青天の霹靂（2014年5月24日公開、東宝） - 原作・監督・脚本[1]キャスト 轟正太郎 役
- クレヨンしんちゃん 爆睡!ユメミーワールド大突撃（2016年4月16日公開、東宝） - 脚本[32]
- 浅草キッド（2021年12月9日配信、Netflix） - 監督・脚本[33]

### テレビドラマ
- べしゃり暮らし（2019年7月27日～9月14日、テレビ朝日） - 演出[1]
- 無言館（2022年8月27日）『24時間テレビ 「愛は地球を救う」45』（日本テレビ）内での単発スペシャルドラマ - 監督・脚本

## 出演

### テレビ番組

#### 現在
- ゴッドタン 〜The God Tongue 神の舌〜（2005年2月12日 - 、テレビ東京）
- キントレ （2023年7月1日 - 、日本テレビ）- MC
- わたしの日々が、言葉になるまで。（2025年4月5日 - 、NHK Eテレ）- MC

不定期出演
- 1億人の大質問!?笑ってコラえて!（日本テレビ）
- バナナサンド（2021年11月2日 - 、TBS）
- この世界は1ダフル（2024年10月17日 - 、フジテレビ）
- 所さんお届けモノです!（毎日放送）- 常連ゲスト

#### 過去の出演番組
レギュラー
- 爆笑オンエアバトル（NHK総合）戦績1勝1敗 最高401KB
  - 「スープレックス」時代も出場しており、このためコンビとピン両方でのオンエア経験を持つ。
  - 2002年9月7日放送回の佐賀県収録においても出場予定だったが、台風の影響で会場に移動する事が出来なかったため出場を辞退している（このため代役としてIMASOKARIが出場した）[34]。
- さとこいめぐさん（日本テレビ）
- 大人のコンソメ（テレビ東京）
- KEN-JIN（中国放送）
- 本能のハイキック!（フジテレビ）
- フェイク・オフ〜完全なる相関図〜（フジテレビ）
- ヤンチャ黙示録（テレビ東京）
- YOU・遊・気分 土曜だ!ぴょん（長野放送）
- THE M（日本テレビ） - MC
- 劇団ひとり5ミニッツ・パフォーマンス（BSフジ/ポニーキャニオン）
- 解体新ショー （NHK総合）
- 完売劇場（テレビ朝日）
- ロバートホール → ロバートホール水 → リチャードホール（2003年10月 - 2005年9月、フジテレビ） - 北八先生 他
- やぐちひとり（C）（2004年10月5日 - 2009年9月29日、テレビ朝日）
- 平成教育予備校（2005年1月 - 2006年9月、フジテレビ）
- 森田一義アワー 笑っていいとも!（2006年10月2日 - 2014年3月28日、フジテレビ）- 月曜→金曜レギュラー
  - 笑っていいとも!増刊号（2006年10月8日 - 2014年3月30日、フジテレビ）
- 熱血!平成教育学院（2006年10月15日 - 2011年3月、フジテレビ）
- 今すぐ使える豆知識 クイズ雑学王（2007年10月3日 - 2010年3月、テレビ朝日）
- 学べる!!ニュースショー!（2008年10月21日 - 2009年9月8日、テレビ朝日） - MC、川島省吾名義
- もらえるテレビ!（2009年9月 - 2010年3月、テレビ朝日）
- 地球号食堂〜エコめし宣言（2009年9月 - 2010年3月、テレビ朝日）
- How to モンキーベイビー!（2009年10月2日 - 2011年3月30日、TOKYO MX）
- そうだったのか!池上彰の学べるニュース（2010年4月 - 2011年12月、テレビ朝日）その後は、不定期特番で放送
- スター☆ドラフト会議（2011年4月 - 2013年3月、日本テレビ）
- 劇団ひとりの新番組を考える会議（2011年4月4日 - 9月19日、テレビ朝日）
- ウレロ☆未確認少女（2011年10月 - 2011年12月、テレビ東京）
- 夢!どうぶつ大図鑑（2011年10月 - 2012年3月、TBS） - MC
- マニュアル劇団 （2011年10月3日 - 2012年3月26日、テレビ朝日）- MC
- 5MEN旅（第1期：2011年4月 - 6月・第2期：2011年10月 - 2012年3月、日本テレビ）
- ヨンパラ FUTUREゲームバトル（2011年10月 - 2012年3月、TBS）
- 劇団ひとり&ビビる大木の『どこイク!?』（2012年4月 - 2013年11月、フジテレビOneTwoNext）
- 業界トップニュース（2012年4月 - 9月、テレビ朝日）
- ガチガセ（2012年4月 - 2013年2月、日本テレビ）
- よるべん（2012年4月 - 2013年3月、TBS）
- ウレロ☆未完成少女（2012年7月 - 9月 テレビ東京）
- お願い! 宇宙人（2012年10月20日 ‐ 12月28日、BeeTV）[35]
- 快脳!マジかるハテナ（2012年10月 - 2013年8月、日本テレビ）
- 激論!どっちマニア（2012年10月 - 2013年3月、テレビ朝日）
- あっちマニア（2013年4月 - 2013年9月、テレビ朝日）
- 中居正広の怪しい噂の集まる図書館（2011年10月 - 2013年3月、テレビ朝日）
- 幸せ!ボンビーガール（2013年4月23日 - 2021年9月14日、日本テレビ）
- ウレロ☆未体験少女（2014年1月 - 2014年3月、テレビ東京）
- OV監督（2014年4月 - 9月、フジテレビ）
- オモクリ監督 〜O-Creator's TV show〜（2014年10月 - 2015年9月、フジテレビ）
- 仮説コレクターZ（2015年4月 - 2015年9月、NHK BSプレミアム）
- なんでもワールドランキング ネプ&イモトの世界番付（2011年10月 - 2016年3月、日本テレビ）- 準レギュラーパネリスト
- ウレロ☆無限大少女（2016年1月 - 4月、テレビ東京）
- 中居正広のミになる図書館 → 中居正広の身になる図書館（2013年4月 - 2019年3月11日、テレビ朝日）
- 超問クイズ! 真実か?ウソか?（2016年5月6日 - 2019年9月13日、日本テレビ）
- 良かれと思って!（2017年4月9日 - 2018年3月28日、フジテレビ）- MC
- アナ行き!（2018年10月4日 - 2019年3月28日、テレビ朝日）- 社外アナウンス部室長
- クイズ!あなたは小学5年生より賢いの?（2019年10月18日 - 2024年9月27日、日本テレビ） - MC
- 人生最高レストラン（2020年3月28日 - 2023年7月29日、TBS） - 常連客（準レギュラー）
- 「任意同行」願えますか?（2020年10月1日 - 12月13日、読売テレビ） - MC
- たけしのその時カメラは回っていた（2021年4月28日 - 2022年3月23日、NHK総合）
- King & Princeる。（2022年1月 - 2023年5月、日本テレビ）- 進行
- 午前0時の森（2022年4月 - 2024年3月、日本テレビ） - 月曜MC[注 1][36]
- 中居正広のニュースな会 → 中居正広のキャスターな会 → 中居正広の土曜日な会（2019年4月27日 - 2024年12月21日、テレビ朝日） - 会員[37]（※不在の場合もあり）

特番
現在
- ゴッドタン新春SP 芸人マジ歌選手権（2009年1月4日 - 、テレビ東京）- マジ歌シンガー
- サンバリュ（日本テレビ）
  - 見え方一変バラエティー「それを踏まえてもう一度」 （2018年3月4日） - MC
  - めんどく才能（2022年10月16日）- めんどくさい観光社長
  - THEラストワン（2023年6月4日）- 見届け人
  - 怪談バナシ なんで買ったか聞いてみた（2024年2月18日） - MC
  - 母を訪ねてin the World（2024年11月10日） - MC
  - アスラクションパーク（2025年2月2日 - ） - 支配人
- 世界!オモシロ学者のスゴ動画祭（2020年9月16日 - 、NHK総合）- MC
- あなたはこの衝撃に耐えられる?ワールドドキドキビデオ（2021年6月23日 - 、日本テレビ）
- ドリフに大挑戦スペシャル（2021年9月26日 - 、フジテレビ）
- 魔改造の夜 技術者養成学校（2022年4月6日 - 、NHK Eテレ） - 技術者養成学校教官
- 前代未聞バトル 超次元能力者vs仕事人（2022年11月5日、フジテレビ） - MC
  - 奇跡体験!アンビリバボー番外編 超次元能力者vs歴史ミステリー（2024年3月27日、フジテレビ） - MC
  - 歴史ミステリーVS超能力（2025年3月27日、フジテレビ） - MC
- 事前アンケートは全部ブレーン芸人が考えました（2022年12月3日、フジテレビ） - ブレーン芸人
  - ゲストへのアンケートは全部ブレーン芸人が考えました（2023年5月3日、フジテレビ）- ブレーン芸人
  - 出川・バカリ・ひとりの芸人アンケート（2024年10月26日、フジテレビ） - アンケート考案芸人
- LIAR VOICE （2023年1月4日 - 、フジテレビ）- オーガナイザー
- 2030月面テレビ 〜野口聡一と劇団ひとり〜（2023年5月8日 - 、NHK総合） - MC
- プロジェクトAI Dコン（2023年7月17日 - 、NHK総合） - MC
- クイズ タイムリープ（2024年8月11日 、2025年8月20日、日本テレビ） - リーダー→赤チームリーダー

過去
- スーパーフライデー「若手芸人は見た! 実録(秘)芸能界」（2004年6月18日・10月29日、TBS）
- 絶対に笑ってはいけない24時（2005年12月31日 - 2019年12月31日、日本テレビ）- 笑いの刺客
- さんま&くりぃむの芸能界(秘)個人情報グランプリ（2009年10月23日 - 2012年2月4日、フジテレビ）
- 笑っていいとも!特大号（2006年12月27日 - 2013年12月25日、フジテレビ）
  - 笑っていいとも! グランドフィナーレ 感謝の超特大号（2014年3月31日、フジテレビ）
- THE 料理王（2010年2月2日 - 2012年4月3日、日本テレビ） - 予選司会
- 夜の笑っていいとも!春・秋のドラマ特大号（2010年4月12日・10月1日、フジテレビ）-「いいとも!」選抜チームメンバー
- オモバカ8（2010年10月12日 - 2011年10月6日、フジテレビ）- 第2回大会 優勝
- 金曜スーパープライム「ザ・芸能界ウラ芸大賞」（2011年2月4日、日本テレビ） - MC
- わたしとBS 「劇団ひとり」（2011年2月11日、NHK BS-hi）
- 仰天パニックシアター（2011年8月22日・2015年12月31日、テレビ東京）
- オレミングの法則 芸能人オレだけが知っている隠れ法則（2012年1月2日、テレビ東京）- 研究所 所長
- 完全保存版! 天才の育て方TV ～あなたの子供も天才になっちゃうかもスペシャル～（2012年1月4日、フジテレビ）- MC
- 耳が痛いテレビ（2012年4月3日 - 2016年12月1日、日本テレビ） - オペレーター
- のどじまんTHEワールド!（2012年12月24日・2013年12月24日、日本テレビ）
- 有吉ひとり土田@竜兵会プレゼンツ!超超!無礼講な宴SP（2012年12月29日、日本テレビ） - MC
  - ビバ!!竜兵会システム ぜ〜んぶ忘れてイイ宴 2（2013年12月30日、日本テレビ） - MC
- 今年発売!コレで暮らしが変わるテレビ（2013年1月3日、TBS） - MC
- 超!真実決定トーナメント 衝撃のアリエナイ真実より笑わせろSP（2013年4月1日、日本テレビ） - 超真実クリエイター
- ジンロリアン ～人狼～（2013年4月4日・7月6日、TBS）
- 天才リトル（2013年6月15日 - 2014年3月31日、フジテレビ） - MC
  - 有&省吾&淳のリトルハッピーライフ（2017年8月20日、フジテレビ） - MC
- ビートたけしの禁断の大暴露!!超常現象(秘)Xファイル（2013年12月22日 - 2021年12月1日、テレビ朝日）
- 成功の遺伝史（2013年12月30日 - 2017年3月6日・2020年3月2日、日本テレビ）
- ビートたけしのいかがなもの会（2013年12月30日 - 2016年4月24日、テレビ朝日）
- 共感百景 ～痛いほど気持ちがわかる あるある～（2014年1月2日 - 2016年1月1日・2022年4月5日 - 5月26日、テレビ東京）- MC
- 芸能人夫婦入れ替え旅（2014年1月11日 - 5月17日、テレビ朝日） - 司会
- ザキヤマ&ひとりのこの街どうすか!? ～浅草VS鎌倉 好きなのどっち?～（2014年1月19日、日本テレビ） - MC
- なるほど!党首討論 ～これさえ見ればニッポンが分かる!～（2014年3月21日、テレビ東京） - なるほど党 議員
- スマホで参加する“日本最大の合コン”（2014年4月17日 - 5月1日、日本テレビ） - MC
- クイズ!?正解は出さないで（2014年5月10日 - 2015年3月28日、日本テレビ） - 生徒
- 魂の文化系TV（2014年6月21日・11月5日、TBS）
- 学年ゲーム ～TAME～（2014年12月6日・14日、テレビ朝日） - 観客代表
- ヒネクレ星雲第4惑星 モノモース（2014年12月24日・2015年5月10日、日本テレビ）
- アスリート波瀾万丈 崖っぷちからの大逆転SP（2014年12月28日 - 2016年11月2日、テレビ東京） - MC
- THEビッグチャンス （2014年12月29日・2015年8月4日、フジテレビ） - MC
- クイズ☆正解は一年後（2014年12月30日・2017年12月31日、TBS） - 「有吉チーム」メンバー
- 劇団ひとりの解決!コタツ会議（2015年3月8日、BSジャパン）- MC
- 日本まるごとHOWマッチ（2015年3月22日、毎日放送）- 解答者
- 最強文化系コロシアム 天下一文道会!!（2015年6月17日・10月2日、TBS）
- ニッポンのナゼを大解決!バッ地理ゼミナ～る（2015年7月15日、テレビ東京） - MC
- 至宝化石が大集合!探検ナイトミュージアム（2015年8月10日、NHK総合） - 司会
- BSスカパー!って知ってますか!?「劇団ひとりの『夢劇場-小ホール-』」（2015年10月4日、BSスカパー!）
- 一流が嫉妬したスゴい人（2015年12月29日・2016年5月14日、フジテレビ）
  - ビートたけしの私が嫉妬したスゴい人（2017年5月6日・2018年1月3日、フジテレビ）
- ひとりにオススメ!人気配信ドラマTOP20強!!（2015年12月31日、日本テレビ） - MC
- 芸人キャノンボール ～公道最速借り物レース～（2016年1月1日・8月24日、TBS） - 「有吉チーム」→「おぎやはぎチーム」メンバー
- 最新配信ドラマSP! 国際ひとり会議!!（2016年1月2日、日本テレビ） - MC
- ビートたけしの知らないニュース（2016年1月3日 - 2020年1月3日、テレビ朝日）- プレゼンター
- 眠れる森の美術館（2016年3月13日 - 2017年7月26日、日本テレビ）
- 必殺!上島新撰組（2016年4月16日・2017年4月15日、福岡放送）- 新撰組 メンバー
- ギャップオファー!（2016年6月21日 - 2017年2月1日、フジテレビ） - MC
- ネクストブレイク「私のリスペクト!歴史をちょっと動かした偉人伝」（2016年8月3日・10日、日本テレビ） - MC
- 超!衝撃映像 日本人が超えてみた!?（2016年8月18日、テレビ東京） - MC
- 正解のない問題（2016年9月8日 - 2017年12月28日、日本テレビ） - MC
- ネプチューンの!なんでそんなこと言ったの?TV（2016年10月23日 - 2017年6月12日、日本テレビ）
- イッキ見! ～今絶対に知りたい！気になるモノを気になるだけまとめました～（2016年10月24日・29日、テレビ東京） - MC
- お客様と10人（2016年11月5日・2017年3月11日、フジテレビ） - MC
- くりぃむしちゅーの!THE★レジェンド（2016年11月7日・2017年5月6日・2024年8月14日、日本テレビ）
- 水曜エンタ「世界に挑む!映像ファイトSHOW 日本人が超えてみた!!」（2016年12月7日、テレビ東京） - MC
- プラス思考TVザ・ヒキザン（2016年12月25日、フジテレビ） - MC
- 内村カメラ（2017年1月1日・12月28日、日本テレビ） - 解答者
- 良かれと思って言わせていただきます!（2017年1月6日、フジテレビ） - MC
- 衝撃のアノ人に会ってみた!（2017年3月23日 - 2018年6月14日、日本テレビ）
- ニッポンどうでしょう?（2017年3月24日、フジテレビ） - MC
- ザキヤマひとり（2017年4月10日、フジテレビ） - MC
- 欽ちゃんのアドリブで笑(ショー)（2017年5月17日 - 2019年8月18日、NHK BSプレミアム）
- 迷宮入りするその前に 今しか聞けない（2017年10月21日・28日、日本テレビ）
- 暮らしの笑いバラエティー 世界一短い!アメーズィング（2017年11月4日、テレビ朝日） - MC
- 同い年のマジですごいやつ ～各業界のカリスマ年男年女大集合～（2018年1月3日、CBCテレビ） - MC
- 土曜プレミアム（フジテレビ）
  - 坂上探検隊（2018年1月27日） - 隊員
  - マジックパレス（2022年12月10日） - 司会
  - 芸能界 ウケたから残して映像グランプリ（2024年1月27日）- パネラー
    - 芸能界ウケ宝映像グランプリ（2025年4月26日）- パネラー
- なんでそんなに高いのか!?（2018年3月27日・11月1日、日本テレビ）
- 世界“超驚き!”テーマパークの旅（2018年5月2日、NHK総合） - MC
- 思考実験バラエティ!もしもの世界（2018年7月19日 - 2022年3月8日、NHK Eテレ）- MC
- いつからこうなった?（2018年7月20日 - 10月3日、テレビ朝日） - MC
  - どうしてこうなった?（2018年12月30日、テレビ朝日） - MC
- コントの日（2018年11月3日 - 2020年11月23日、NHK総合） - 会員
- クイズ!あなたは小学5年生より賢いの?（2018年11月11日 - 2019年9月8日・2025年1月24日・3月14日、日本テレビ）- MC
- 第2企画工場「Dデジでお邪魔します!」（2018年11月21日・28日、テレビ朝日）- MC
- 議事録まとめました。（2019年1月1日、テレビ朝日） - 記者
- 怒られ履歴書（2019年10月9日、フジテレビ）- 履歴書マスター
- 松岡修造の「聞いてください!先生も悩んでます」（2019年12月14日、テレビ朝日） - 進行
- スルーできない100人アンケート「任意同行」願えますか?（2020年3月19日、読売テレビ）- MC
- 裏顔女子の夜→オモテガール裏ガール（2020年7月20日 - 2021年4月14日、TBS）
- 知らなきゃ人生損してる!?となり潜む、革命家（2020年8月8日、テレビ東京）- MC
- 芸能人ハローワーク ウチの後輩、大丈夫ですか?（2020年8月9日 - 2021年7月26日、テレビ朝日）- MC
- 審査員長・松本人志（2020年9月5日 - 2021年4月28日、TBS）- 審査員
- どうぶつな会（2020年9月17日、テレビ朝日） - 会員
  - 中居正広のダンスな会（2021年3月6日・2022年1月29日、テレビ朝日） - 会員
- 9Windows（2020年9月24日・31日、日本テレビ）- MC
- 劇団ひとりとビビる大木の爆旅!! 俺たちは高知が大好きだ!!（2020年12月4日、高知放送）
- めざせ!グローバルスター（2020年12月13日 - 2021年9月21日、日本テレビ）- MC
- MEKURE ～人気芸能人”個人情報”カードバトル!～（2021年4月11日、日本テレビ）- ゲームマスター
- 出動!謎ときヒーロー（2021年6月12日・2022年1月8日、TBS）- 探偵事務所 所長
- 「#新しい日常」について もうちょっと 聞かせてもらってイイですか?（2021年9月18日、テレビせとうち）- MC
- 劇団ひとりの国民生活ぼやきセンター（2021年12月4日、関西テレビ） - 課長
- 仕事とお金のマジメな話（2021年12月30日 - 2022年6月23日、テレビ朝日） - MC
- 日本全国ならではハウス（2021年12月31日、フジテレビ）- MC
- 妖怪ランキング大百科（2022年3月13日・2023年4月2日、フジテレビ）- MC
- プラチナイト「午前0時の森」（2022年3月21日、日本テレビ）- MC
- 寅さんファンクラブ 寅年スペシャル!あなたの寅さん 私の寅さん（2022年3月27日、BS松竹東急）- MC
- 一発当てた人の豪邸を覗き見! 世界の○○御殿（2022年4月17日、フジテレビ）- MC
- ピンチからの挑戦状(笑)（2022年4月19日、フジテレビ）- MC
- 水曜NEXT「もっと評価されるべき審議会」（2022年5月26日 - 12月8日、フジテレビ）  - 審議長
- シンにっぽん人物伝（2022年9月18日・12月20日、日本テレビ） - MC
- 月曜プレミア8「すみません、ココやってますか?」（2022年9月19日、テレビ東京）- MC
- 火曜NEXT!「激談ひとり」（2022年11月9日・16日、フジテレビ） - MC
- 土曜☆ブレイク 「劇団ひとり&カズレーザーの熱中モノ語り」（2022年12月10日、TBS）- MC
- 笑いの正体（2022年12月28日、NHK総合） - 中居正広の代役MC
- 選ばれるのは誰だ?密着!宇宙飛行士選抜試験（2023年1月2日・3月30日、NHK総合）
- 芸能人が考えた意味が分かると〇〇ドラマ ドラマ考察バラエティ（2023年1月4日、テレビ朝日）- 考察委員長
- ゴタクを並べてワッハッハ（2023年1月29日・6月28日、日本テレビ）- MC
- ものまね師弟バトル MANE-1（2023年1月21日、フジテレビ）- MC
- NHKスペシャル「半導体 大競争時代」（2023年1月22日・29日、NHK総合）
- 劇団90001（2023年3月21日・4月1日、NHK総合）
- モクバラナイト「アナタの秘めた欲望･･･暴きます 煩悩ドーーン」（2023年5月25日・6月1日、TBS）
- 時空を超えて記念撮影 まちかどタイムワープ（2023年7月27日、NHK総合）- 司会
- ワールドワイドショー （2023年10月15日・2024年3月26日、関西テレビ） - MC
- 世界未体験ツアー もしもあったら見てみたい!（2023年11月18日、フジテレビ）- MC
- 深夜のハチミツお正月SP ひとり柴田軍vsハチミツ軍（2024年1月3日、フジテレビ）- チームリーダー
- バズ動画アカデミー（2024年1月13日、フジテレビ）- MC
- さよなら大好きな場所（2024年4月5日、テレビ朝日）- MC
- ひとりの一生涯（2024年7月5日、日本テレビ）
- ドローンで見に行く謎の島（2024年9月8日、朝日放送）
  - 飛んで見に行く謎の島（2025年4月27日、朝日放送）
- “ベストな答え”が見つかるプレゼンSHOW 決断ひとり（2024年9月10日、関西テレビ） - MC
- ギブミーキャッチコピー 〜名付けよ!未来のスターたち〜（2024年10月7日、日本テレビ） - MC
- 出川・ひとりの日本一こそ世界一! 世界一ラーメン決定戦（2025年1月2日、テレビ東京） - MC
- 人生を豊かにする引き算バラエティ ヤメからウロコ（2025年2月23日、TBS） - MC
- 徹子&純次&良純の世界衝撃映像の会（2025年2月27日・6月19日、テレビ朝日）
- 脚本家X（2025年3月18日、日本テレビ） - MC
- 危機一髪!衝撃映像SP（2025年3月23日、フジテレビ） - MC
- クイズ!劇団やる?やらない?（2025年3月26日、フジテレビ）- MC
- ブレインキングダム（2025年4月20日、毎日放送）- MC
- 二度見したくなる!スポーツ衝撃プレーGP（2025年5月13日、テレビ東京）- MC
- SAVE MONEY（2025年6月21日・28日、中京テレビ）- MC

#### WEB番組
- 劇団ひとりの編集長お願いします。（2016年5月10日 - 2018年5月30日、フジテレビオンデマンド） - 編集長
- ひとりと佳代子と気になるお嬢（2018年6月10日 - 10月14日、AbemaTV）
- ひかりとひとり（2023年10月27日、U-NEXT）[38]
- トークサバイバー!ラスト・オブ・ラフ（2024年9月3日、Netflix）[39]
- デスキスゲーム（2025年9月9日配信予定、Netflix）[40]

#### ドラマ
- 東京ラブ・シネマ（2003年4月 - 6月、フジテレビ） - ゲスト出演
- Stand Up!!（2003年7月 - 9月、TBS） - 橘ひろみ 役
- X'smap〜虎とライオンと五人の男〜（2004年12月25日、フジテレビ） - 中年サンタ 役
- まほらのほし（2005年2月11日、ガンホー / 鹿児島読売テレビ 他） - 北斗たけし 役
- 電車男（2005年7月 - 9月、フジテレビ） - 松永勇作 役
- 電車男 もう一つの最終回スペシャル（2005年10月6日、フジテレビ） - 松永勇作 役（実質的な主演）
- 連続テレビ小説 純情きらり（2006年4月 - 9月、NHK総合） - 斉藤直道 役
- 誰よりもママを愛す（2006年7月 - 9月、TBS） - 山下 役
- 電車男DX 〜最後の聖戦〜（2006年9月23日、フジテレビ） - 松永勇作 役
- 家族〜妻の不在・夫の存在〜（2006年10月 - 12月、朝日放送・テレビ朝日） - 津久野仁志 役
- ファースト・キス（2007年7月 - 9月、フジテレビ） - 進藤一流 役
- 去年ルノアールで（2007年、テレビ東京） - ヤンキー夫 役（第6話ゲスト）
- スワンの馬鹿! 〜こづかい3万円の恋〜（2007年10月 - 12月、関西テレビ） - 加茂健司 役
- アベレイジ（2008年3月29日、フジテレビ） - 安部礼司 役
- ケータイ捜査官7（2008年4月 - 、テレビ東京）- 柏木伊月 役（第1話ゲスト）
- ハチワンダイバー（2008年5月 - 7月、フジテレビ）- 文字山ジロー 役（第3 - 5話）
- 魔王（2008年7月 - 9月、TBS）- 芹沢典良 役
- アベレイジ2（2008年10月10日、フジテレビ）
- 我はゴッホになる! 〜愛を彫った男・棟方志功とその妻〜（2008年10月25日、フジテレビ） - 棟方志功 役（初主演）
- 「母恋ひの記」〜谷崎潤一郎『少将滋幹の母』より〜（2008年12月13日、NHK総合）- 藤原滋幹 役
- チャンス!〜彼女が成功した理由〜（2009年3月7日・14日、フジテレビ）- 井上幹夫 役
- サマヨイザクラ（2009年5月30日、フジテレビ）- 和泉浩紀 役
- こちら葛飾区亀有公園前派出所（2009年8月 - 9月、TBS） - 神田寅次郎 役（第1話ゲスト）
- 蛇のひと（2010年3月7日、WOWOW）
- 10年先も君に恋して（2010年8月-、NHK総合）- 日高 役
- さよなら、アルマ〜赤紙をもらった犬〜（2010年12月18日、NHK総合）
- 永沢君（2013年4月 - 9月、TBS） - 永沢君 役（主演）
- 大河ドラマ（NHK総合）
  - 花燃ゆ（2015年1月 - 12月） - 伊藤博文 役[41]
  - 西郷どん （2018年）- 謎の男→謎の漂流者（ジョン万次郎） 役
- 金曜ロードSHOW!特別ドラマ企画 結婚に一番近くて遠い女（2015年3月6日、日本テレビ） - 居酒屋店主 役
- モンタージュ 三億円事件奇譚（2016年6月25日 - 26日、フジテレビ） - 鈴木泰成 役[42]
- スニッファー 嗅覚捜査官（2016年10月22日、NHK総合） - 沼田秀夫 役
- Friend-Ship Project 〜短期集中講座〜「嫌いな人を好きになる方法」（2018年2月28日 - 3月21日、テレビ東京） - 阿久英 役（主演）[43]
- マーダー★ミステリー 〜探偵・斑目瑞男の事件簿〜（2021年3月20日、朝日放送） - 斑目瑞男 役[44]
  - マーダー★ミステリー 〜探偵・斑目瑞男の事件簿〜伊呂鳥荘・湯けむり温泉殺人事件（2022年3月4日・3月11日、朝日放送） - 斑目瑞男 / 青井戸辰巳 役[45][46]
- THE MYSTERY DAY〜有名人連続失踪事件の謎を追え〜（2023年10月7日、日本テレビ）[47]
- 藤子・F・不二雄 SF短編ドラマ シーズン2「3万3千平米」（2024年4月28日、NHK BS）[48]
- 花咲舞が黙ってない 第3シリーズ（2024年5月11日 - 6月15日、日本テレビ） - 半沢直樹 役[49]

#### アニメ
- ポンキッキ内「ビーンワールド」（2006年、フジテレビ・フジテレビ721） - 全ての声を担当

### ラジオ番組

#### 現在
- 劇団サンバカーニバル GEKIDAN SAMBA CARNIVAL（2009年4月4日 - 、FM-FUJI）※毎週土曜日20:00 - 22:00

#### 過去
- JUNGLE PARADISE（FM-FUJI）
- オール・テガミ・ニッポン（日本郵政公社・インターネットラジオ）
- 佐久間宣行のオールナイトニッポン0(ZERO)（2019年4月17日、ニッポン放送）

### 実写映画
- 隣人13号（2004年4月2日公開、メディアスーツ）
- アマレット（2004年12月25日公開、DCT entertainment inc） - タクシー運転手 役
- ARAHAN/アラハン（2005年）- サンファン役（吹き替え）
- 嫌われ松子の一生（2006年5月27日公開、東宝） - 岡野健夫 役
- 7月24日通りのクリスマス（2006年11月3日公開、東宝）
- どろろ（2007年1月27日公開、東宝）
- バブルへGO!! タイムマシンはドラム式（2007年2月10日公開、東宝）
- パコと魔法の絵本（2008年9月13日公開、東宝）
- イキガミ（2008年9月27日公開、東宝）
- ゴールデンスランバー（2010年1月30日公開、東宝） - 小野一夫（カズ） 役
- 八日目の蝉（2011年4月29日公開、松竹） - 岸田孝史 役
- シェアハウス（2011年11月12日公開、ピーズ・インターナショナル）
- 麒麟の翼 〜劇場版・新参者〜（2012年1月28日公開、東宝） - 糸川肇 役
- ゴッドタン キス我慢選手権 THE MOVIE（2013年6月23日公開、東宝） - 川島省吾 役
- 青天の霹靂（2014年5月24日公開、東宝） - 轟正太郎 役
- ゴッドタン キス我慢選手権 THE MOVIE2 サイキックラブ（2014年10月17日公開、東宝） - 川島省吾 役
- MIRACLE デビクロくんの恋と魔法（2014年11月22日公開、東宝） - デビクロくん 役（声の出演）
- 家族はつらいよ2（2017年5月28日公開、松竹） - 捜査員 役[50]
- 首（2023年11月23日公開、東宝、KADOKAWA） - 丁半博打の客 役
- 劇場版 マーダー★ミステリー 探偵・斑目瑞男の事件簿 鬼灯村伝説 呪いの血（2024年2月16日公開、アイエス・フィールド） - 主演・斑目瑞男 役[51]

### 配信映画
- Broken Rage（2025年配信予定、Amazon Prime Video）[52]

### 劇場アニメ
- 映画ドラえもん のび太の恐竜2006（2006年） - おやじ、主婦A、リサイクル業者、レポーター、タイムパトロール長官 役[53]
- ストリングス〜愛と絆の旅路（2007年4月28日公開、エイベックス・エンタテインメント＋ジェイ・ドリーム） - エリト 役（日本語吹替版）
- コララインとボタンの魔女 3D（2010年2月19日公開、ギャガ） - 黒ネコ 役（日本語吹替版）
- シュレック フォーエバー（2010年12月18日公開、パラマウント映画） - ランプルスティルスキン 役（日本語吹替版）
- ハッピー フィート2 踊るペンギンレスキュー隊（2011年11月26日公開、ワーナー・ブラザース） - マンブル 役（日本語吹替版）
- 伏 鉄砲娘の捕物帳（2012年10月20日公開、東京テアトル） - 世四郎 役[54]
- ちびまる子ちゃん イタリアから来た少年（2015年12月23日公開） - シン 役

### CM
- ロッテ「フラボノガム」（2002年 - 2003年）
- リクルート「R10」（2004年）
- アデランス（2005年 - 2006年）
- ライフカード「カードの切り方が人生だ フィッシング詐欺」（2005年 - 2006年）
- アウトソーシング（2005年 - 2006年）
- エーザイ「ブリーズライト」（2006年）
- 明治製菓「キシリッシュ」（2006年 - 2007年）
- パイオニア「カロッツエリア サイバーナビ」（2006年）
- 大和ハウス工業「D-Room」（2006年 - 2007年）
- NTTドコモ（2006年 - 2011年）
- サッポロビール「生ビール 黒ラベル」（2007年）
- ソニー・コンピュータエンターテインメント「モンスターハンターポータブル 2nd」（2007年）
- ライオン「トップ 風合い感」（2007年 - 2008年）
- ヒガ・インダストリーズ「ドミノ・ピザ」（2007年）
- 郵便事業「年賀状」（2007年 - 2008年）
- アサヒ飲料
  - シトルリンウォーター（2008年）
  - WONDA（2016年 - 2019年）- ビートたけし、澤部佑と共演
- マツダ「ビアンテ」（2008年 - 2009年）
- アメリカンファミリー生命保険「アヒル保健相談」（2008年 - 2009年）
- 大塚製薬「カロリーメイト」（2009年）
- 東京都「2009年東京都議会議員選挙」（2009年）
- 花王
  - エッセンシャル（2009年 - 2010年）
  - ヘルシアウォーター（2014年）
- サイバーエージェント「アメーバピグ」（2012年）
- カカオジャパン「カカオトーク」（2012年 - 2013年）
- サンヨー食品「サッポロ一番」（2015年 - 2021年）
- セガ「ファンタシースターオンライン2」（2015年）
- ディー・エヌ・エー「Mobage」（2015年）
- HJホールディングス「Hulu」（2015年 - 2016年）
- ユーキャン「通信講座」（2016年）
- アイア「スターレット」（2017年）
- ハードオフコーポレーション（2017年 - 2021年）
- 内閣府「子育てワンストップサービス」（2018年）
- 任天堂「ドンキーコング トロピカルフリーズ」（2018年）
- 楽天「楽天ふるさと納税」（2018年 - 2019年）
- ベネッセコーポレーション「まなびの手帳」（2021年）
- サントリー「GREEN1/2」（2021年 - 2022年）
- Elex「ウォーキングデッド・サバイバー」（2021年）[55]
- 三菱自動車工業「eKクロス EV」（2022年 - ）
- 物語コーポレーション「焼肉きんぐ」（2022年 - ）[56]
- キンライサー（2022年 - 2023年）
- ソフトバンク「ペイトク」（2023年 - 2024年）[57]
- キリンビール「上々 焼酎ソーダ」（2023年 - 2024年）
- ネオス「クレヨンしんちゃん 『炭の街のシロ』」（2024年）
- Canva（2024年 - ）- ビートたけしと再共演。
- タカノフーズ「おかめ納豆」（2024年 - ）
- SUPER STUDIO「ecforce」（2025年 - ）
- カゴメ「野菜生活100」（2025年 - ）

### 連載
- QuickJapan
- TVステーション（ダイヤモンド社） - 隔週
- 週刊文春（文藝春秋）
- 読売新聞（日曜読書面にて月1）

### ゲーム
- ヘビーメタルサンダー（2005年9月1日発売） - 下北沢ゴー 役

### 舞台
- 熱海殺人事件（2005年7月18日、博品館劇場）
- うす皮一枚（2006年9月8日 - 10日、本多劇場）
- 舞台・ウレロ☆未公開少女(2013年3月2日 - 3日 六本木ブルーシアター)
- 東京03 FROLIC A HOLIC ラブストーリー「取り返しのつかない姿」（2015年6月4日、赤坂ACTシアター） - お笑いコメディーライブにゲストとして出演。DVDで発売されている。

### DVD
- 都会のナポレオン（2004年9月23日発売、ソニー・ミュージックディストリビューション）
- 都会のシェイクスピア（2006年9月6日発売、ソニー・ミュージックディストリビューション）
- 劇団ひとりの匠探訪記（完全版）（2008年3月26日発売、ビクターエンタテインメント）
- 劇団ひとり 夢空間1DK 〜One Dream Keeper〜 - ウェイバックマシン（2008年10月16日アーカイブ分）（ポニーキャニオン）
- 完売劇場シリーズ
- 完売地下劇場シリーズ
- 東京腸捻転シリーズ

### プロモーションビデオ
- 東京事変『恋は幻 for musician(配信限定トラック)』
- 東京事変『歌舞伎(アルバム『大人 (アダルト)』収録)』(『恋は幻 for musician』のダイジェスト映像からの回想出演)
- ケツメイシ『出会いのかけら』
- GOING UNDER GROUND『いっしょに帰ろう』

## 受賞歴
- 2006年 - ザ・ヒットメーカー2006・出版部門
- 2006年 - 万年筆ベストコーディネート賞2006[1]
- 2007年 - 第44回ゴールデン・アロー賞 放送賞（バラエティ部門）[1]
- 2007年 - エランドール賞新人賞[1][58]
- 2014年 - GQ MEN OF THE YEAR 2014[59]
- 2014年 - 第6回TAMA映画賞・最優秀新進監督賞（『青天の霹靂』）[60]
- 2016年 - M-2グランプリ初代王者[注 2]
- 2022年 - 第39回浅草芸能大賞 奨励賞[61]